# Manfred Hampel
Manfred Hampel (* 14. Juni 1942 in Königshütte, Oberschlesien) ist ein deutscher Politiker (SPD) und ehemaliger Bundestagsabgeordneter.

## Leben
Hampel besuchte die Kaufmännische Berufsschule in Leipzig und anschließend, nachdem er von 1962 bis 1964 seinen Wehrdienst bei der Nationalen Volksarmee (NVA) ableistete, die Ingenieurschule für Automatisierungstechnik. Danach ging er auf die Technische Universität Dresden, die er als Verkehrskaufmann, Ingenieur für Automatisierungstechnik und Diplomingenieurökonom abschloss. Er arbeitete in verschiedenen Leitungspositionen und war Mitglied in der Gewerkschaft Handel, Nahrung, Genuß. 
Im Dezember 1989 trat er der SPD bei. 1990 und 1994 zog er über die Landesliste Sachsen-Anhalt in den Deutschen Bundestag ein. Bei der Bundestagswahl 1998 errang er das Direktmandat im Wahlkreis Halle-Neustadt – Saalkreis – Köthen. Nach der Bundestagswahl 2002 schied Hampel aus dem Parlament aus.